# 백인철 (수영 선수)
백인철(2000년 5월 31일~)은 대한민국의 수영 선수이다. 2022년 아시안 게임 남자 접영 50m 종목에서 금메달을 획득했다.

## 경력
2023년 7월 일본 후쿠오카에서 열린 2023년 세계 선수권 대회 남자 접영 50m 종목에서 23.50초의 기록으로 23위에 올랐다.
같은 해 9월 중국 항저우에서 열린 2022년 아시안 게임에 참가했으며 50m 접영 예선에서 23.39초를 기록하면서 대회 신기록을 갱신하였다. 이후 결선에서 23.29초의 아시안 게임 신기록으로 싱가포르의 장정웨이와 카자흐스탄의 아딜베크 무신을 누르고 금메달을 획득했다. 이로서 백인철은 1994년 아시안 게임 배영에서 금메달을 획득한 지상준 이후로 아시안 게임 자유형 외의 영법으로 금메달을 획득한 최초의 대한민국 선수가 되었으며 박태환 이후 아시안 게임에서 금메달을 획득한 대한민국 남자 수영 선수가 되었다.